# 圣萨尔维德卡尔卡韦斯
圣萨尔维-德卡尔卡韦斯（法語：Saint-Salvi-de-Carcavès，法語發音：[sɛ̃ salvi də kaʁkavɛs]）是法国奥克西塔尼大区塔恩省的一个市镇，属于卡斯特尔区。

## 地理
圣萨尔维-德卡尔卡韦斯（43°48'20"N, 2°35'47"E）面积10.96 平方千米，位于法国奧克西塔尼大區塔恩省，该省份为法国南部内陆省份，北起顺时针与阿韦龙省、埃罗省、奥德省、上加龙省和塔恩-加龙省接壤。
与圣萨尔维-德卡尔卡韦斯接壤的市镇（或旧市镇、城区）包括：拉瓦勒-罗克瑟济耶尔、普斯托米、拉卡佩勒埃斯克鲁、勒马斯诺-马叙吉耶斯、瑟诺、维亚讷。
圣萨尔维-德卡尔卡韦斯的时区为UTC+01:00、UTC+02:00（夏令时）。

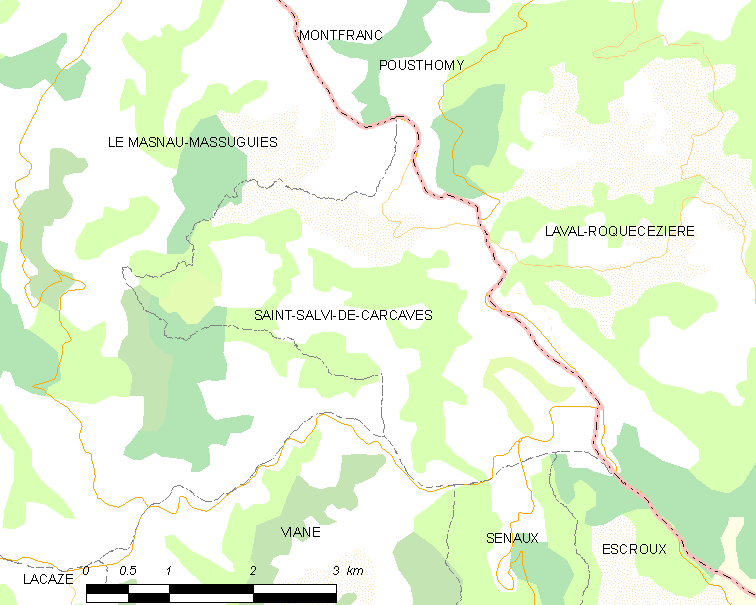
圣萨尔维-德卡尔卡韦斯的OSM定位图

## 行政
圣萨尔维-德卡尔卡韦斯的邮政编码为81530，INSEE市镇编码为81268。

## 政治
圣萨尔维-德卡尔卡韦斯所属的省级选区为奥克高地县。

## 人口
圣萨尔维-德卡尔卡韦斯于2022年1月1日时的人口数量为78人。

1962-2008年间圣萨尔维-德卡尔卡韦斯人口变化图示